# Фень Олександр Федорович
Олекса́ндр Фе́дорович Фе́нь (1923—2017) — радянський військовик, учасник німецько-радянської війни, генерал-майор танкових військ СРСР.

## Життєпис
Народився 1923 року в селі Бакаєве (сучасного Чорнобаївського району Черкаської області) у родині селян-українців.
1942 року закінчує 2-ге Харківське танкове училище (яке тоді перебувало в евакуації у Самарканді), в званні лейтенанта направлений до діючої армії. Перший бій прийняв, перебуваючи на посаді командира танка 84-ї танкової бригади у боях за Сталінград. Від березня 1943 року та до кінця війни служив у 31-й танковій бригаді 29-го танкового корпусу (5-та гвардійська танкова армія). Командир танкового взводу, замісник начальника штабу, від січня 1943 року — начальник штабу 277-го танкового батальйону.
Брав участь у Сталінградській битві — бої в місті та розбиття Котельниковського угрупування противника. Воював на Курській дузі — битва під Прохорівкою, звільнення Бєлгорода й Харкова.
Брав участь у визволенні України від німецької окупації — бої за П'ятихатки, Кривий Ріг, Кіровоград, Корсунь-Шевченківська та Умань-Дністровська операції.
Брав участь у боях на території Білорусі під час операції «Багратіон», звільняв Мінськ. Воював в Прибалтиці, брав участь у ліквідації угрупування в Східній Пруссії, боях на території Польщі.
Закінчення війни зустрів на березі Балтійського моря в польському місті Гдиня на посаді заступника 2-го танкового батальйону 31-ї танкової бригади, капітан.
За час війни особисто знищив 12 танків противника, 4 рази поранений, двічі горів у танку.
Продовжив службу в 31-й танковій бригаді, 1946-го направлений на навчання. 1951 року з відзнакою закінчив командний факультет Військової академії бронетанкових та механізованих військ.
Проходив службу, починав на посаді помічника начальника оперативного управління 3-ї гвардійської танкової армії. 1963 року направлений до Південної групи військ, начальник штабу 35-ї мотострілецької дивізії.
1964 року з відзнакою закінчив дворічний вечірній Університет марксизму-ленінізму. 1968 року призначений командиром 11-ї гвардійської мотострілецької дивізії (Забайкальський військовий округ).
1969 року закінчує курси вдосконалення підготовки командирів дивізій при Військовій академії ім. Фрунзе. 1970 року Олександру Феню присвоюється звання генерал-майора.
1973 року призначений заступником командира 5-ї гвардійської танкової армії (Білоруський військовий округ), 1974-го скерований на проходження служби до Групи військ в НДР, заступник командира 2-ї гвардійської танкової армії.
1979 року звільнився з військової служби, переїхав на проживання до Мінська. До розвалу СРСР керував партійною, вибирався членом бюро КПБ Центрального району Мінська.
Від 2004 року — член Військово-наукового товариства при мінському Центральному Будинку офіцерів. Здійснював пошукові й наукові роботи, виступав з науковими доповідями й повідомленнями про військові операції часів Другої світової війни. Є автором багатьох публікацій про питання історії нацистсько-радянської війни, книги «Звільнення Мінська».
Від 2012 року входив до складу ради Військово-наукового товариства при Центральному будинку офіцерів Збройних Сил Республіки Білорусь.
Помер 21 грудня 2017 року.

### Нагороди
- орден Олександра Невського (лютий 1945)
- орден Вітчизняної війни 2-го ступеня (1944)
- орден Вітчизняної війни 1-го ступеня (1944)
- 3 ордени Червоної Зірки
- орден «За службу Батьківщині в Збройних Силах СРСР» 3-го ступеня
- медаль «За відвагу» (липень 1943)
- медаль «За бойові заслуги»
- медаль «За оборону Сталінграда»
- медаль «За перемогу над Німеччиною»
- інші медалі.